# Livraison
« Livraison à domicile » redirige ici. Pour le film français, voir Livraison à domicile (film).
 (septembre 2014).
Si vous disposez d'ouvrages ou d'articles de référence ou si vous connaissez des sites web de qualité traitant du thème abordé ici, merci de compléter l'article en donnant les références utiles à sa vérifiabilité et en les liant à la section « Notes et références ».
La livraison est le fait de transporter des biens et d'assurer leur acheminement jusqu'à destination (étape finale que le mot suffit généralement à désigner). La plupart des biens livrés transitent par un réseau de transport. Par terre, par air ou par mer, ils peuvent passer par des véhicules spécialisés dans le transport d'objets (comme le camion semi-remorque sur terre ou le porte-conteneurs sur mer). Certains biens spécifiques peuvent être délivrés par des réseaux qui leur sont propres, tels que les oléoducs pour les liquides (le pétrole notamment), le réseau électrique pour l'électricité ou pour les réseaux d'échange électroniques comme Internet.
Le processus général de livraison de biens est connu sous le nom de distribution. L'étude des processus particuliers de livraison ou de disposition de biens et de personnes s'appelle la logistique. Les firmes qui se spécialisent dans le transit entre l'endroit où les biens sont produits (par exemple une usine) travaillent généralement avec les grossistes, tandis que celles qui acheminent les biens du point de vente au consommateur assurent un service de livraison proprement dit. Le service postal, quant à lui, fait transiter des biens commerciaux comme des biens privés.

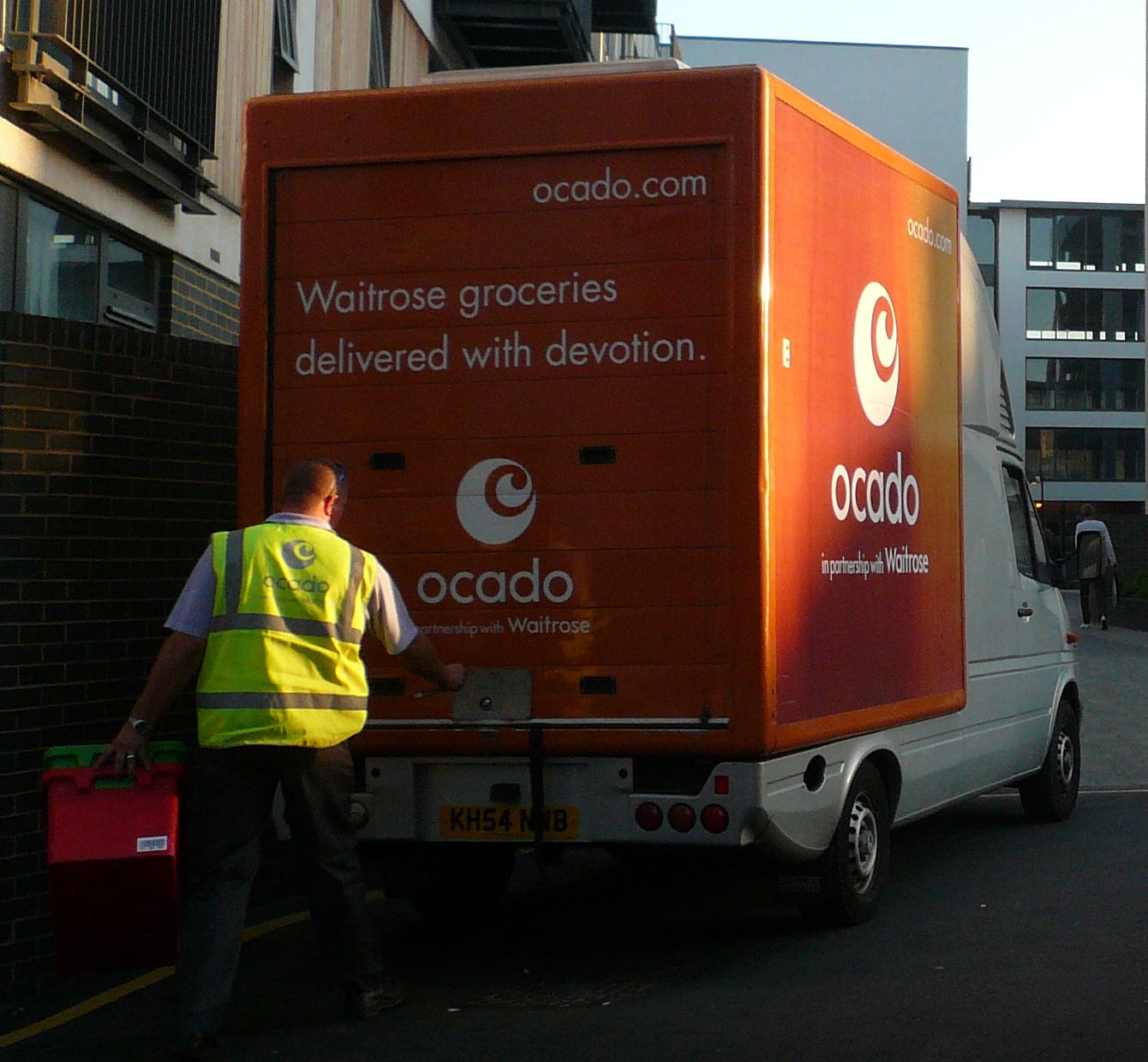
Un camion de livraison de courses à domicile au Royaume-Uni.

## Livraison de biens aux consommateurs
La plus grande partie des biens de consommation sont transportés depuis leur lieu de production (ferme ou usine) vers un ou plusieurs  lieux de stockage à livrer  entrepôts), puis jusqu'à un point de vente (commerce de détail), où les consommateurs achètent les biens et se chargent de les transporter jusqu'au lieu de consommation. À partir de ce modèle général, on peut distinguer plusieurs variations selon les biens et les modes de vente.
- Les produits vendus par correspondance ou sur Internet peuvent aller directement du producteur (ou de l'entrepôt du site de vente en ligne) au domicile du consommateur.
- Les petits producteurs peuvent envoyer leurs produits directement aux points de vente, sans les stocker dans des entrepôts.
- Certains peuvent maintenir des magasins d'usine qui servent à la fois d'entrepôt et de point de vente, où les produits sont vendus au prix de gros (il existe néanmoins de nombreux points de vente qui prétendent être des magasins d'usine, ou vendre à un prix de gros, sans que cela soit réellement le cas).
- Les matériaux de construction, d'aménagement, de terrassement... et autres biens lourds sont généralement livrés sur contrat, à titre de service séparé. Des biens rapidement périssables ou potentiellement dangereux, tels que les radioisotopes utilisés pour l'imagerie médicale, sont livrés directement du producteur au consommateur.
- La livraison à domicile est souvent possible pour les produits tout faits à consommation rapide (par exemple le fast-food, les pizzas, etc.). Depuis quelques années, les supermarchés français proposent également ce genre de livraison.

La livraison s'accompagne d'un document, appelé bon de livraison, qui permet de vérifier qu'elle correspond bien à la commande. Le bon de livraison doit être comparé au bon de commande.

## Véhicules de livraison
Les véhicules de livraison sont souvent spécialisés dans la livraison d'un certain type de biens. Sur terre, les camions semi-remorque tirent des remorques de toutes sortes selon les biens transportés : voitures, citernes, etc. Les fourgons blindés, camions à benne basculante et bétonnières sont des exemples de véhicules spécialisés que l'on utilise exclusivement pour l'acheminement de biens particuliers (par exemple, les biens de grande valeur pour les fourgons blindés).
Sur mer, les navires de charge peuvent se rencontrer sous différentes formes, telles que les cargos, les navires-citernes et les bateaux de pêche. Les avions de transports assurent le même office dans l'air.
Souvent, les véhicules transportant des passagers sont également utilisés pour le transport de biens. Ceci inclut les bus, vans, pick-ups (surtout aux États-Unis), voitures, motos, scooters (très utilisés pour la livraison de repas chauds ou froids) et bicyclettes (notamment pour la livraison de journaux) ou vélo cargos pour toutes sortes de charges.
Une grande partie du fret est transporté par les navires cargos. Les voyageurs journaliers, ou même les voyageurs non réguliers, peuvent également transporter des biens et ainsi assurer leur livraison.
En ce qui concerne les lieux lointains, inhospitaliers, etc., et donc non desservis par des voies carrossables, la livraison peut y être assurée par des avions de petite taille, des motoneiges, des véhicules conduits par des chevaux ou tirés par des chiens de traîneaux, d'autres animaux de trait, à pied, ou par toutes sortes de méthodes.

Différents véhicules de livraison
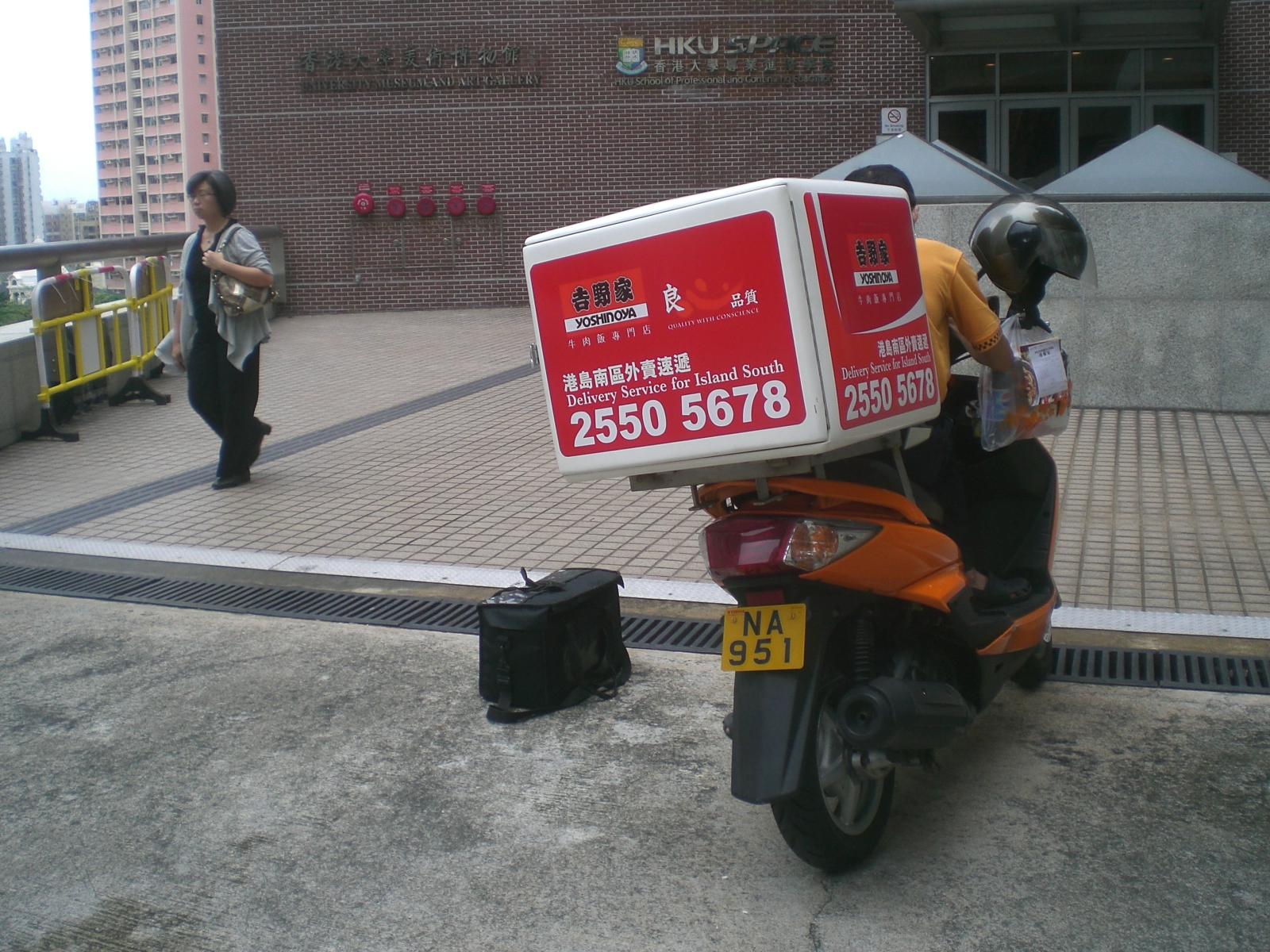
Scooter de livraison de pizzas à Hong Kong.
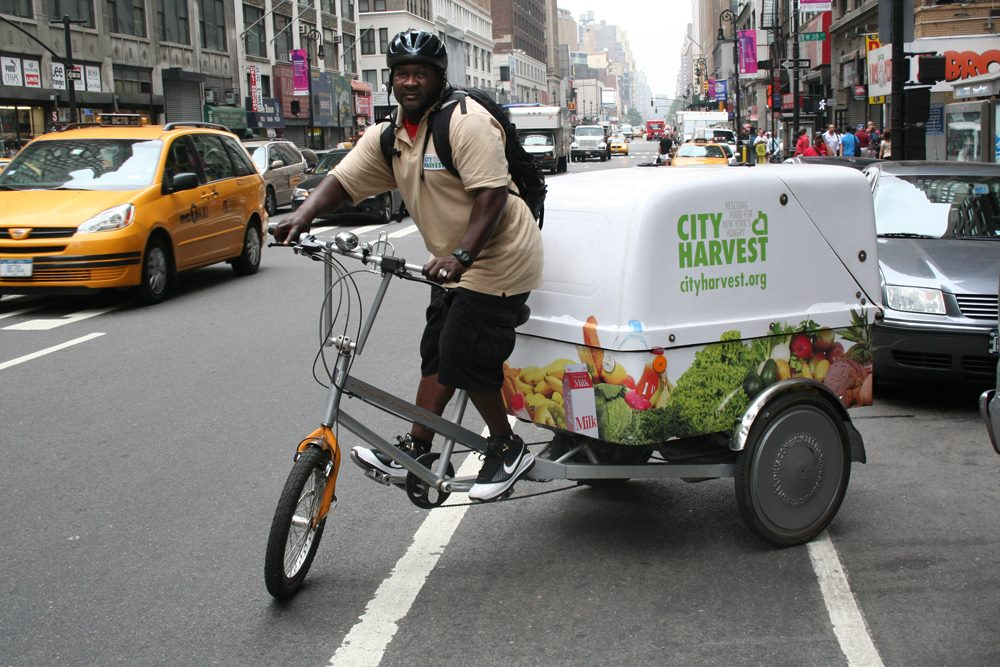
Vélo cargo de livraison de nourriture à New York.
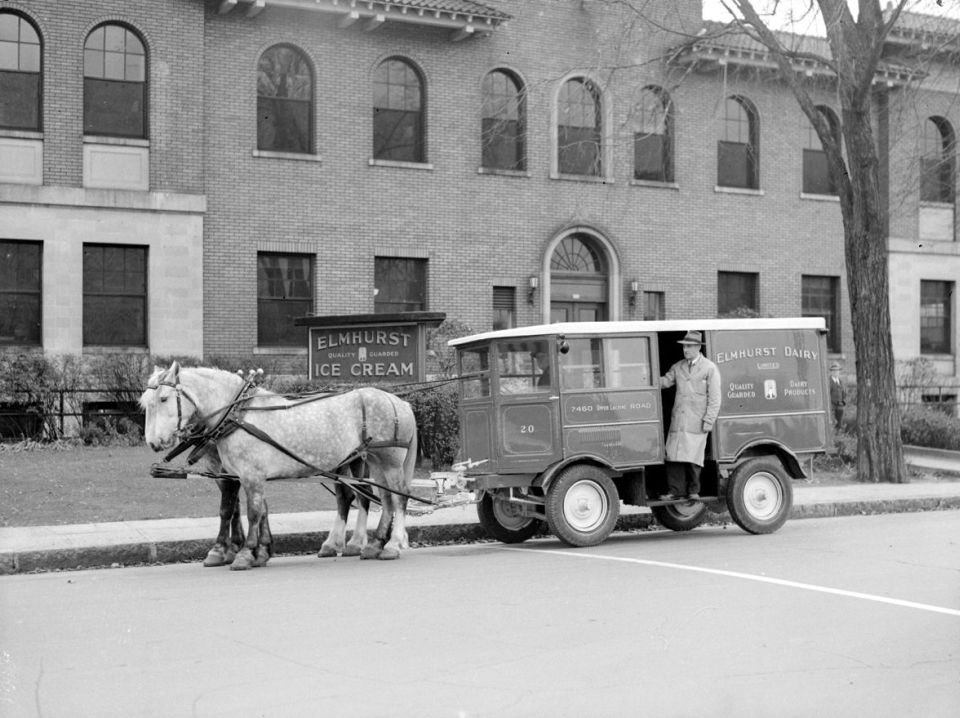
Voiture de livraison d'une compagnie laitière en 1942 à Montréal.
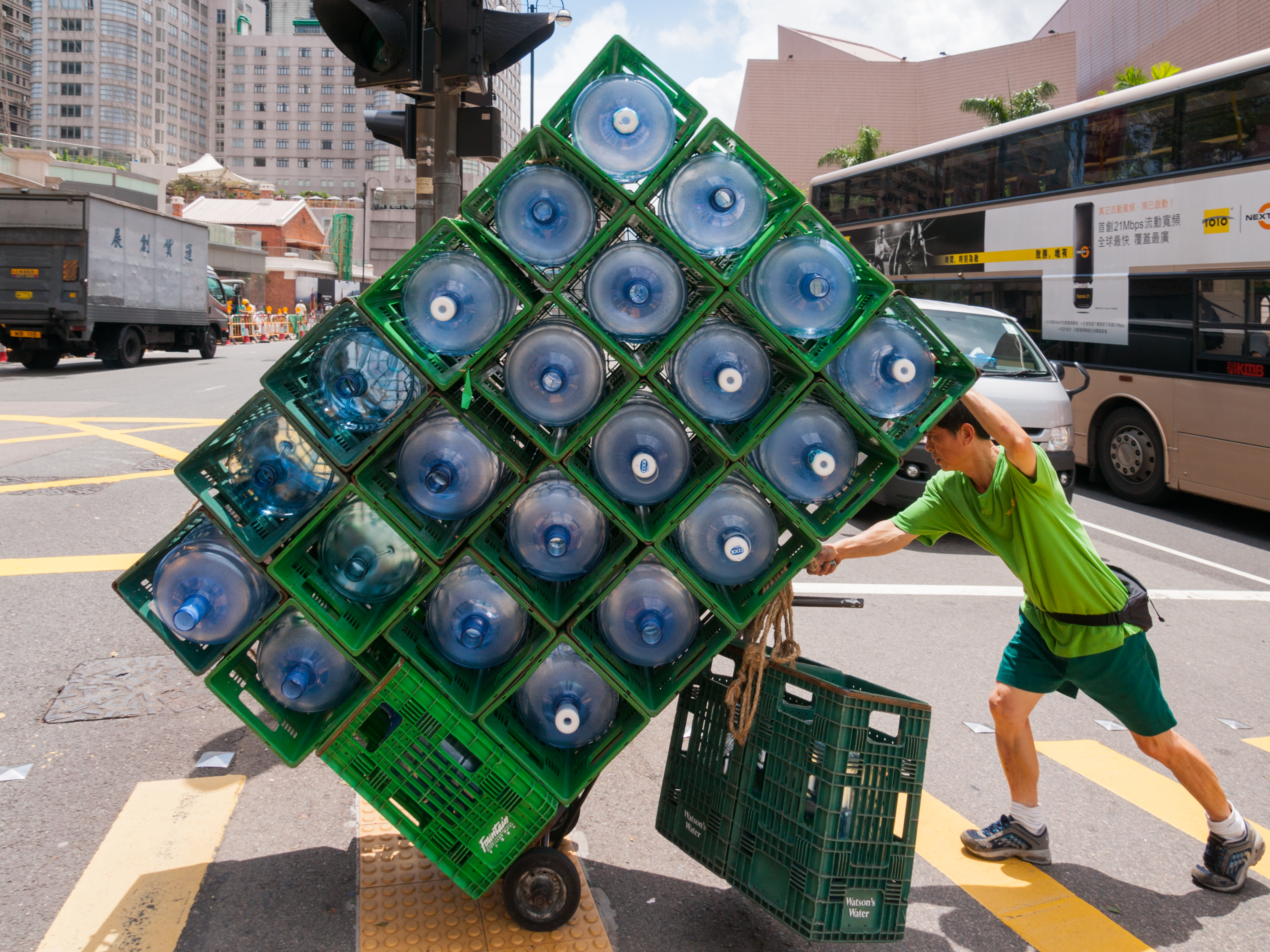
Un livreur d'eau à Hong-Kong. Mai 2009.

## Livraisons périodiques
Certains produits sont livrés aux consommateurs de manière régulière. Au début du XXe siècle, des denrées périssables telles que le lait, les œufs ou la glace, étaient livrés toutes les semaines par des fermes locales dans certaines villes des États-Unis. Avec l'arrivée du réfrigérateur ainsi que de méthodes de conservation et de distribution plus efficaces, ces denrées transitent aujourd'hui par le même réseau de distribution que toutes celles vendues en supermarché. Le fioul, cependant, reste encore livré périodiquement dans certains endroits.

## Risques professionnels
Les livreurs à vélo et mobylettes font partie des groupes vulnérables d'usagers de la route.

Dans divers pays, les livreurs de repas motorisés sur deux roues sont surreprésentés dans les accidents de la route. Une étude a montré que le principal prédicteur de risque est l'épuisement professionnel du livreur, l'étude concluant que « l'industrie de l'économie collaborative peut faire beaucoup plus pour améliorer la sécurité des livreurs. ».